# Fayet (Aisne)
Fayet ist eine französische Gemeinde mit 711 Einwohnern (Stand 1. Januar 2022) im Département Aisne in der Region Hauts-de-France (vor 2016 Picardie). Sie gehört zum Arrondissement Saint-Quentin, zum Kanton Saint-Quentin-1 und zum Gemeindeverband Saint-Quentinois.

## Geografie
Die Gemeinde Fayet ist ein nordwestlicher Vorort der Stadt Saint-Quentin. Durch das Gemeindegebiet von Fayet führt die Autoroute A26. Nachbargemeinden von Fayet sind Gricourt im Norden, Lehaucourt im Nordosten, Omissy im Osten, Saint-Quentin im Südosten und Süden sowie Francilly-Selency im Westen.

## Geschichte
Wie viele andere Dörfer in der Umgebung wurde auch Fayet im Ersten Weltkrieg völlig zerstört.

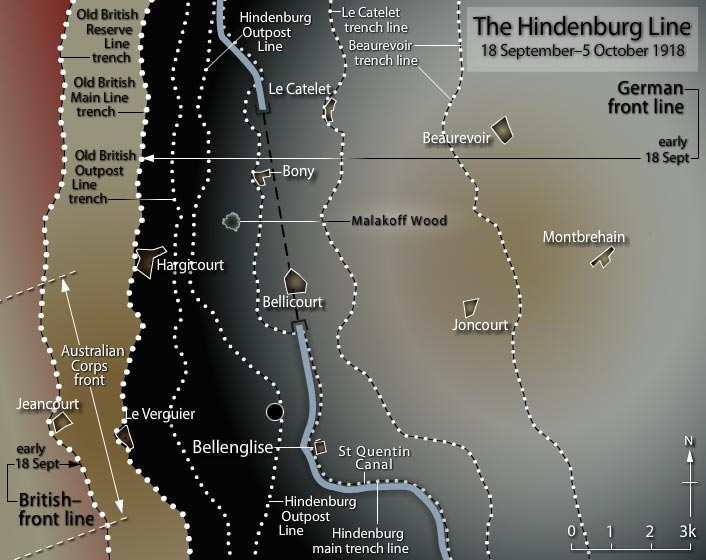
Verlauf der Siegfriedstellung im September/Oktober 1918

Am 28. August 1914 erreichten gegen 3 Uhr morgens deutsche Truppen den Ort, der von ihnen bis März 1917 gehalten wurde. Die Front befand sich zu diesem Zeitpunkt etwa zwanzig Kilometer westlich von Péronne. Die Deutschen beschlagnahmten die Häuser im Dorf zwecks Unterbringung der eigenen Truppen. Die Bewohner hatten nur Anspruch auf ein einziges Zimmer. Anordnungen der Kommandantur verpflichteten die Bevölkerung unter Androhung von Sanktionen, zu einem festen Termin Weizen, Eier, Milch, Fleisch und Gemüse zur Verpflegung der Frontsoldaten bereitzustellen.

### Bevölkerungsentwicklung
| Jahr                       | 1962 | 1968 | 1975 | 1982 | 1990 | 1999 | 2006 | 2012 | 2021 |
| Einwohner                  | 341  | 361  | 542  | 586  | 582  | 580  | 538  | 671  | 698  |
| Quellen: Cassini und INSEE |      |      |      |      |      |      |      |      |      |

Im Februar 1917 wurden die Bewohner von Fayet in Viehwaggons mit der Eisenbahn nach Saint-Quentin und in besetzte Gebiete in Belgien evakuiert. Das Dorf blieb zunächst von den Deutschen besetzt. Erst am 18. September 1918 wurde Fayet endgültig von der 24. britischen Division erobert. 
Von 390 Einwohnern vor dem Krieg im Jahr 1911 kehrten bis 1921 nur 195 nach Fayet zurück.

## Sehenswürdigkeiten

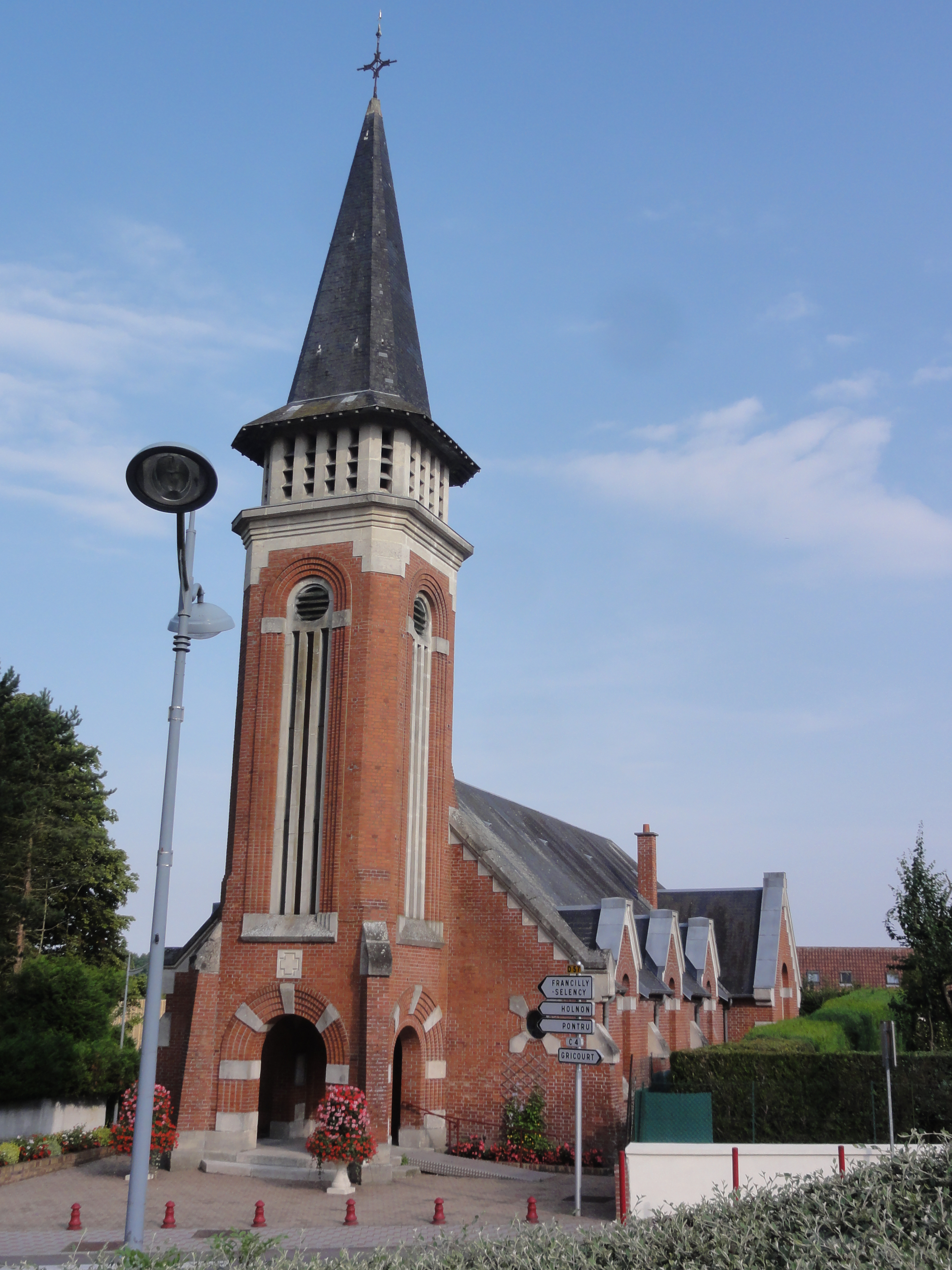
Kirche Saint-Sulpice
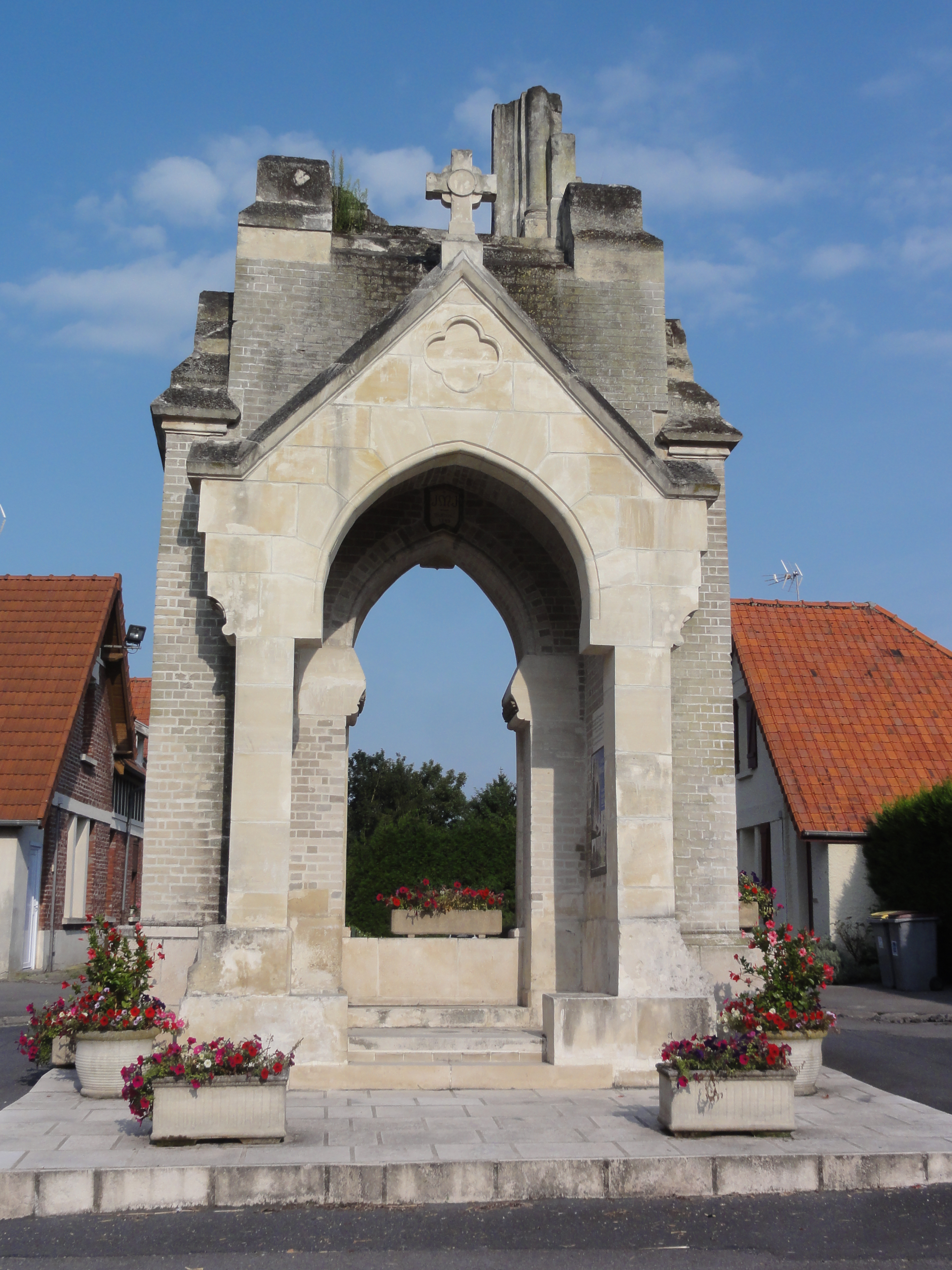
Gefallenendenkmal des Ersten Weltkrieges mit der Kapelle Saint-Clément
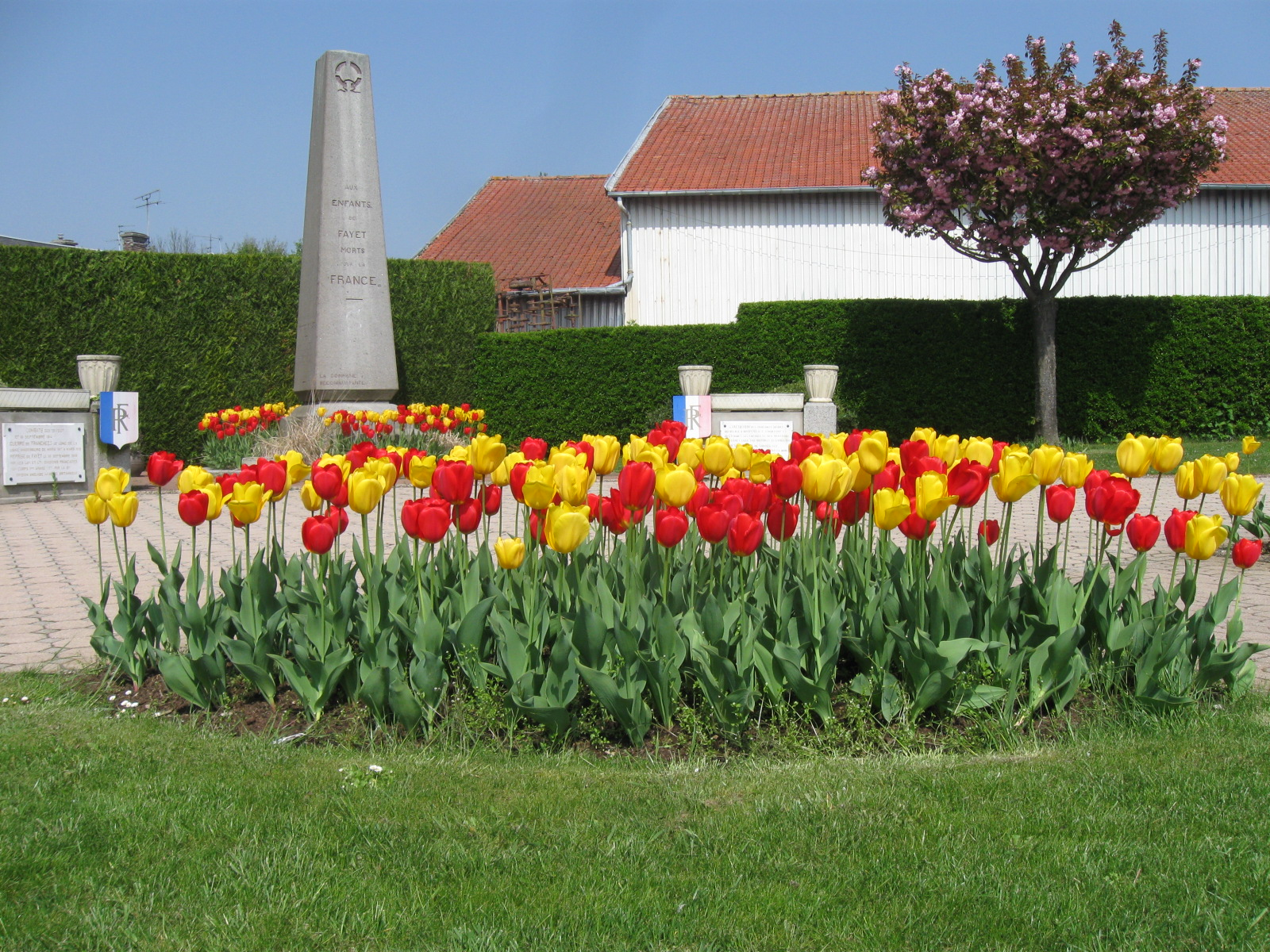
Gefallenendenkmal des Zweiten Weltkrieges

- Kirche Saint-Sulpice
- Gefallenendenkmal des Ersten Weltkrieges mit der Kapelle Saint-Clément
- Gefallenendenkmal des Zweiten Weltkrieges